# 이노벡스
이노벡스(영어: Innovex)는 대한민국의 2차 전지 기업이다.

## 역사
2013년 11월에 설립되어, 2019년 4월 코넥스 시장에 상장하였다. 2025년 탈로스로부터 25억2천만원 물품 대금 소송을 받았다.

## 사업장 현황
- 본사/연구소 : 경기도 화성시 동탄대로23길 121, 우미뉴브 1407호 외
- 공장 : 경기도 화성시 정남동로 324번길 2-1